# ماریو گومز (بازیکن فوتبال، زاده فوریه ۱۹۸۱)
ماریو گومز (انگلیسی: Mario Gómez؛ زادهٔ ۷ فوریهٔ ۱۹۸۱) بازیکن فوتبال اهل اسپانیا است.
از باشگاه‌هایی که در آن بازی کرده‌است می‌توان به باشگاه فوتبال رایو وایکانو، باشگاه فوتبال زامورا، باشگاه فوتبال کوردوبا، باشگاه فوتبال الچه، و باشگاه فوتبال آلکورکون اشاره کرد.
وی همچنین در تیم ملی فوتبال زیر ۱۶ سال اسپانیا بازی کرده‌است.